# 阿尔马 (科罗拉多州)
阿尔马（英語：Alma），是美国科罗拉多州帕克县下属的一座城市。建市于1873年12月2日，面积大约为0.362平方英里（0.937平方公里）。根据2010年美国人口普查，该市有人口270人。2011年估计该市有人口268人，相比2010年人口增长率为-0.74%。同时，论人口该市是科罗拉多州第222大城市。此外，該城市也是全美國海拔最高的建制城市，海拔3156m。